# Côtes du Rhône
Côtes du Rhône je francouzská vinařská oblast, které zahrnuje oblast od města Lyon až po deltu řeky Rhôny do Středozemního moře. Celková výměra oblasti je 84 000 ha. Je zde povoleno pěstovat 13 odrůd vinné révy. Typické odrůdy jsou Grenache, Syrah a Mourvèdre. Oblast se dělí na dvě části a to severní a jižní. Na severu se spíše pěstuje Syrah a Viognier, na jihu se spíše pěstují Grenache, Syrah, Mourvèdre, Carignan a Cinsault.

## Historie
Okolo roku 600 př. n. l. Řekové založili město Massalia, během jehož výstavby zároveň založili i první vinice. Dle historiků byla díky etruským obchodníkům v této oblasti vinná réva již známa, ale nepěstovala se zde. Údolí Rhôny za doby římské zažilo rozkvět, Římané v této oblasti založili mnoho měst, mezi nimi Avignon, Orange a další, které zajistily odbyt pro tuto vinařskou oblast. Během pontifikátu Klementa V. byla založena papežská vinice. Papež Innocenc VI. velmi prosazoval právě vína z této oblasti. V roce 1650 byla zavedena první kontrola kvality vína. Královský dekret z roku 1737 určoval, že sudy z oblasti mají být označeny jako C.D.R. V druhé polovině 19. století byly vinice napadené padlím vinné révy a révokazem. V roce 1890 francouzský botanik Jules Emile Planchon našel postup, jak vinnou révu ochránit před těmito chorobami. Réva byla naroubována na americké kmeny, které jsou nákaze rezistentní.

## Oblasti
Existují dvě základní oblasti Severní a jižní.

### Severní oblast
Oblast začíná od města Vienne a končí u města Valence. Oblast je charakteristická tím, že jsou zde strmé kopce. Hrozny se musí sklízet ručně a vyváží se z vinice. Oblasti dominuje odrůda Syrah dalšími odrůdami jsou Viognier, Marsanne a Roussanne.

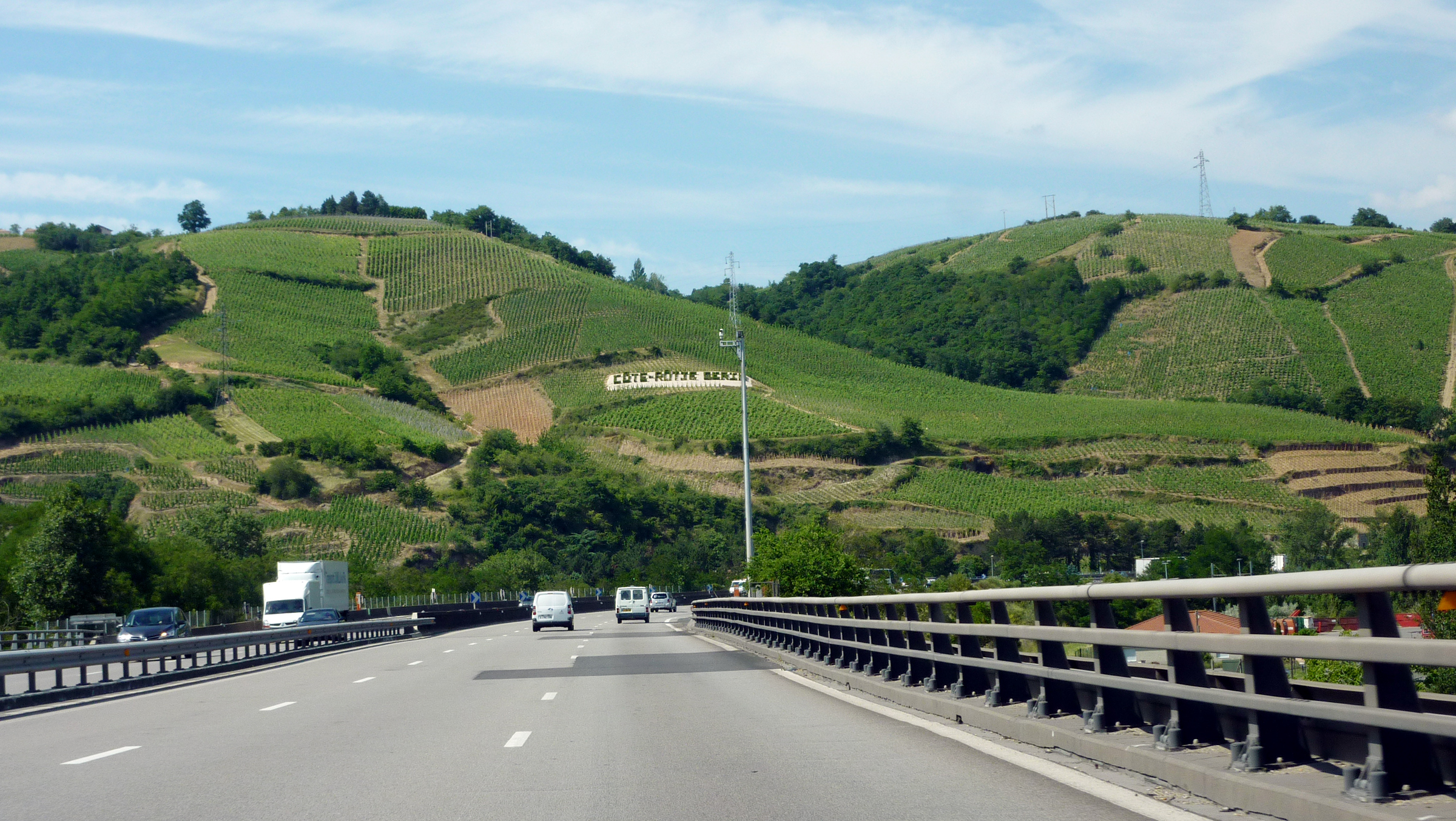
Pohled na vinici v oblasti

#### Côte-Rôtie
Vinice jsou jižně od Vienne a hlavní specifikum pro tuto oblast jsou strmé svahy a kamenné zídky. Název oblasti lze přeložit jako: „pečený svah“ což odkazuje na velmi dlouhé doby slunečního svitu. V této oblasti se pěstuje pouze odrůda Syrah a Viognier.

#### Condrieu
Oblast se nachází jižně od Côte-Rôtie. Vína v této oblasti jsou primárně bílá. Typická pro oblast je vinná réva odrůdy Viognier. Oblast byla založena v roce 1940.

#### Château-Grillet
Vinice této oblasti jsou na jih od Condrieu. Jedná se o nejmenší apelaci. Má přibližně 3,5 ha. Apelace patří jen jednomu majiteli. Apelace má žulové podloží. Od roku 2011 apelace patří francouzskému podnikateli Pinaultovi, který vlastní např. fotbalový klub Rennes nebo aukční síň Christie's. Vzhledem k terénu nebyl na vinici nikdy použit traktor a všechny hrozny jsou sbírány ručně.

#### Saint-Joseph
Jedná se o apelaci, která má největší rozlohu. Pěstuje se zde většinou červené víno, předpisy pro AOC povolují 10 % odrůdy Marsanne nebo Roussanne. Na vinicích se pěstují i bílé odrůdy.

#### Crozes-Hermitage
V této apelaci se vyrábí červená vína z hroznů Syrah. Pěstování bílé révy je zde minimální a většinou se pěstuje Marsanne nebo Roussanne. Apelace nese název díky pověsti o Gaspardovi de Stérimbergovi, který se zde léčil ze zranění, které utrpěl během křížové výpravy.

#### Cornas
Jedná se o jednu z těch menších apelací, která produkuje pouze červené víno odrůdy Syrah. Rozloha oblasti je přibližně 114 hektarů.

#### Saint-Péray
Jedná se spíše o menší oblast, která se věnuje pěstování bílého vína. Většinou se vyrábí bílé perlivé víno na způsob Šampaňského.

#### Clairette de Die
Oblast byla založena v roce 1942. Jedná se o oblast, které je vzdálená od řeky Rhôny. Půda je křídovo-opuková s dobrými vlastnostmi na uchování vláhy. Charakteristické pro tuto oblast je, že se nachází 700 m n. m. a patří tak k jedněm nejvyšším. Patří k jedněm z největších oblastí, kde se vyrábí šumivé víno mimo oblast Champagne.

#### Châtillon-en-Diois
AOC certifikaci získala v roce 1975. V apelaci se pěstuje nejčastěji červené víno odrůdy Gamay, Syrah a Pinot Noir. V oblasti se také produkuje víno růžové a víno bílé nejčastěji odrůda Aligoté a Chardonnay. Průměrná nadmořská výška se pohybuje okolo 550 m n. m.

### Jižní oblast
Pro oblast je typický vliv středomořského moře. Podloží a vegetace je typická pro provensálský region. V jižní oblasti se nachází také města jako Avignon nebo Oragnes.

#### Grignan-Les Adhemar
Jedná se o nejsevernější oblast AOC byla udělena 27. července 1973. Jedná se o jednu z nejstarších oblastí, nacházela se zde římská vila z 1. století n. l. Místní vína jsou zmiňována ve spisech markýze de Sevigné. Nejvíce se zde pěstuje Grenache noir a Syrah. Pěstují se zde i bílá vína odrůdy Roussanne, Clairette blanc, Marsanne a Viognier. Dle předpisu musí vína mít min. 11 % alkoholu. 

#### Côtes du Vivarais
V této oblasti se nachází jedna z největších jeskyní světa Aven d'Orgnac. První důkazy o pěstování vína v této oblasti pochází z doby před naším letopočtem. Olivier de Serres vína z Vivarais koncem 16. století uvádí oblast jako: „tak vzácná a delikátní, že není důvod hledat jinde“ AOC status oblast získala v roce 1999.

#### Côtes-du-Rhône Villages
Oblast získala certifikaci v roce 1966–1967. Minimální objem alkoholu musí být 12,5 %. Pěstují se zde odrůdy Grenache, Clairette, Marsanne, Rousanne, Bouboulenc a Viognier a bílé odrůdy: Grenache, Clairette, Marsanne, Rousanne, Bourboulenc a Viognier.

#### Gigondas
V této oblasti se se pěstují hlavně červené odrůdy přibližně 98 % a dvě procenta tvoří vína růžová.

#### Chateauneuf du Pape
Oblast byla založena za papežství Klementa V. Nástupce Jan XXII. Dal oblasti název „Chateauneuf du Pape“.

#### Lirac
Nachází se na levém břehu řeky Rhôny. AOC označení oblast získala v roce 1947. Minimální objem alkoholu musí být 11,5 %.

#### Tavel
Jedná se o jedinou oblast, kde se vyrábí výhradně růžové víno. V oblasti se vyskytuje červený jíl a křemenec.

#### Vacqueyras
Oblast získala jméno kvůli kamenitému údolí. Oblast má rozlohu přibližně 1500 hektarů. Podloží je typicky vápencové.

#### Côtes du Ventoux
Jméno oblasti dal rytíř Gaspard de Stérimberg po svém návratu z křížové výpravy.

#### Côtes du Luberon
Jižní hranicí této oblasti je řeka Durance. Minimální obsah alkoholu je 11 %. Označení AOC oblast získala v roce 1988. V oblasti je přibližně 450 vinohradů.

#### Rasteau (Vin Doux Naturel)
Jedna z oblastí, která se specializuje na výrobu fortifikovaných vín. Od roku 2010 je možné vyrábět i červená nefortikovaná vína.

#### Beaumes de Venise
Oblast produkuje dva typy vína a to
1. Sladká fortifikována vína
2. Côtes du Rhône Villages

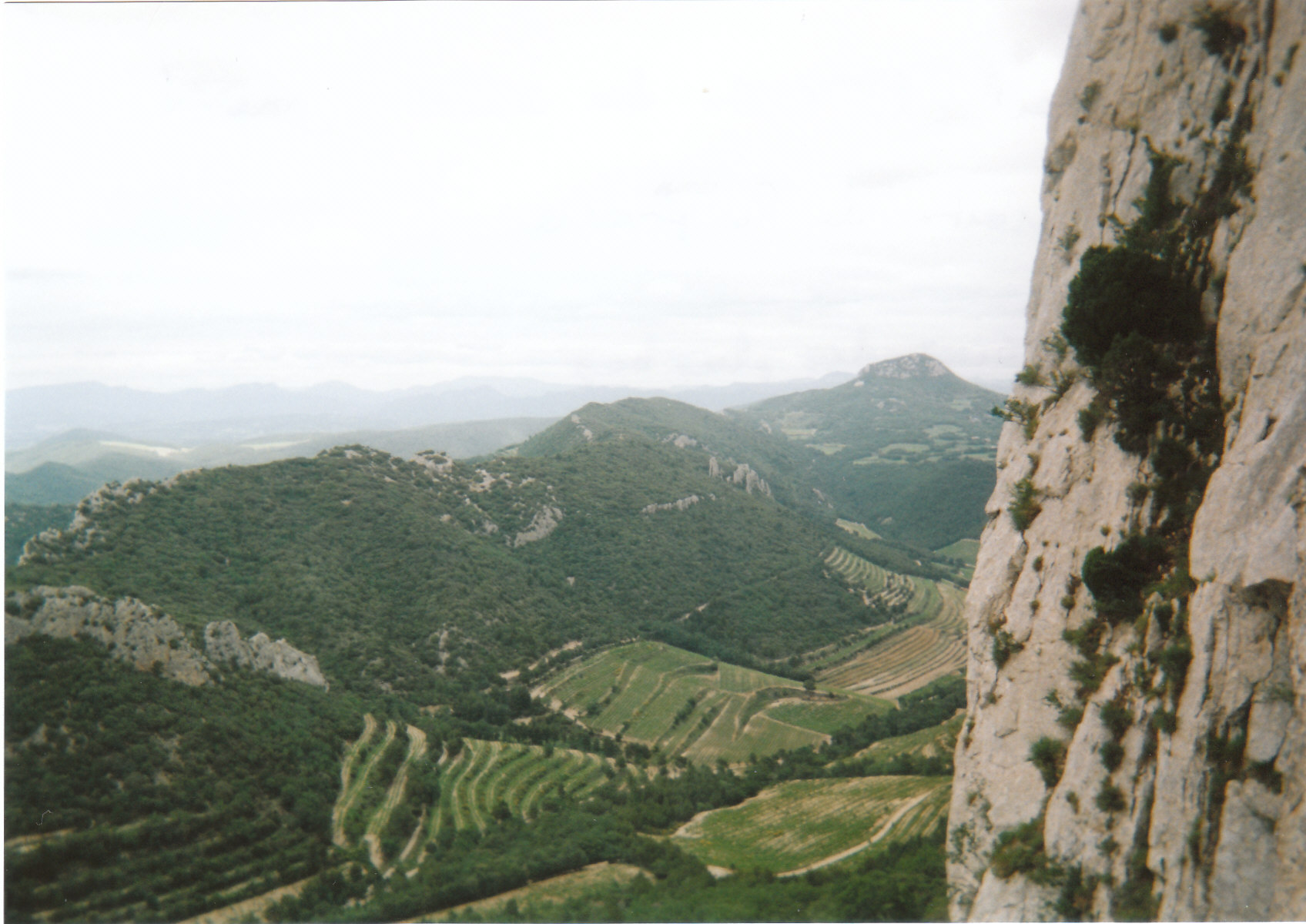
Pohled na masiv s vinicemi

Víno se pěstuje na úpatí Dentelles de Montmirail. Oblast je známa pro svá přírodně fortifikovaná vína. První zmínky jsou staré přibližně 2000 let. Vína z této oblasti byla oblíbena papežem Klementem V.